# CorelDRAW Essentials
CorelDRAW Essentials（コーレルドローエッセンシャルズ）は、コーレル株式会社が開発、販売するベクトル画像編集ソフトウェアである。プロ向け製品CorelDRAWを一般ユーザー向けに作り直した廉価製品である。

## 概要
プロでも使えるCorelDRAW Graphics Suite が5万円台なのに対し、1万円弱で購入できるのが、Essentials シリーズである。主にプロが必要としている「カラーマネージメント」「寸法ツール」など機能が制限されているが、安価でAI（Adobe Illustrator）形式などに対応していたり、その操作の簡単さなどが好評で、簡単なデザインからビジネスシーンなどで使用されている。

DTPソフトウェア「CorelDRAW」画像加工ソフトウェア「Photo-Paint」などのソフトウェアの他、クイックスタートガイドやチュートリアル、トレーニングビデオ、役立つヒント、専門家からの洞察などの学習コンテンツも搭載。 1,300の高品質クリップアート、デジタル画像・ロイヤリティフリーの高解像度写真100枚、フォント125点、100点のフィル、100以上のプロフェッショナルなテンプレートも標準搭載されている（バージョン2018での情報）

## 購入方法
バージョンX8まではパッケージ版が販売されていたが、バージョン2018から、ダウンロード販売のみに切り替わっており、各オンラインショップで確認できる。。 

## リリース履歴
- 2002年 CorelDRAW Essentials
- 2005年 CorelDRAW Essentials 2
- 2007年 CorelDRAW Essentials 3
- 2008年 CorelDRAW Essentials 4
- 2010年 CorelDRAW Essentials X5
- 2013年 CorelDRAW Essentials X6
- 2016年 CorelDRAW Essentials Suite X8
- 2018年 CorelDRAW Essentials 2018
- 2021年 CorelDRAW Essentials 2021
- 2024年 CorelDRAW Essentials 2024

## バージョン
Essentials 2
CorelDRAW 9 をベースに開発されている。そのため、AI形式の対応バージョンも当時のVer. までしか読めないという情報がある。
Essentials 3
CorelDRAW X3 をベースに開発されている。AI 形式がサポート外になるなど、エンジンの向上と、上位モデルとの機能の差別化をはかっているVer.である。 イメージ調整ラボ(画像の明るさなどを手軽に調整する機能)、スマート描画ツール(適当に三角などを描くと図形に直してくれる機能)、切り抜きツール(複数のレイヤーがあっても使える、トリミングツール)が追加された。
Essentials 4
CorelDRAW X4 をベースに開発されている。AI 形式が新たにサポートされるようになったが、遠近効果が使えなくなるなど、機能の追加、選別の視点が変わっているのが窺える。 PHOTO-PAINT Essentialsが同梱されたので、写真の基本的な加工が可能になった。また、今までほぼ完全に付属していなかったフォントやクリップアートが500個付属するなどおまけ要素も高くなった。機能アップと付属要素が増えた分、価格帯が若干上昇している。
Essentials X5
CorelDRAW X5 をベースに開発されている。AI形式はCS4までをサポートしている。Corel CONNECT(クリップアートなどの検索がより手軽にできる機能)、ドキュメントパレット(写真やクリップアートを元にカラーパレットを作成する機能)、属性スポイト(単色カラーだけではなく、グラデーション、変形などの情報体をコピーする機能)、オブジェクト角の形成(四角の角を丸、スカラップなど3種から選べる)、EPSレベル3への対応など。
Essentials X6
CorelDRAW X6 をベースに開発されている。ドッキングウィンドウの仕様もGraphicsStuiteX6のものを踏襲している。主にWindows 8対応。
Essentials Suite X8
CorelDRAW X8 をベースに開発されている。Windows 10への対応、4Kモニターやマルチモニターへの対応、また曲線の線分のコピーが搭載されたほか、PHOTO-PAINTでは修復クローンツールが搭載され、写真の修整などが、より楽に行えるようになった。
Essentials Suite 2018
CorelDRAW 2018 をベースに開発されている。画像の傾き自動補正、WordPressへのアップロード機能などが追加された。
Essentials Suite 2021
CorelDRAW 2021 をベースに開発されている。Standard登場により機能の差別化が進行しベクター形式はCorel形式(CDR/CMX/CPX)以外扱えなくなっている。
64bit専用になりWindows 11にも対応。
Essentials Suite 2024
CorelDRAW 2024 をベースに開発されている。WebPファイルの対応やファイルのインポート、エクスポートのサポートが強化された。